# Michalina Łysowa
Michalina Anatoljewna Łysowa (ros. Михалина Анатольевна Лысова; ur. 29 marca 1992 w Niżnym Tagile) – rosyjska niewidoma biegaczka narciarska i biathlonistka.
W zawodach międzynarodowych zadebiutowała w 2007 roku. Jej trenerem jest Walerij Ogorodnikow.

## Medale igrzysk paraolimpijskich
| 2014 Soczi (Rosja)      | – | Biathlon – bieg na 6 kilometrów – osoby niewidome Biathlon – bieg na 10 kilometrów – osoby niewidome Biegi narciarskie – sprint 1 kilometr – osoby niewidome Biathlon – bieg na 12,5 kilometrów – osoby niewidome Biegi narciarskie – bieg na 5 kilometrów st. klasycznym – osoby niewidome Biegi narciarskie – bieg na 15 kilometrów st. klasycznym – osoby niewidome |
| 2010 Vancouver (Kanada) | – | Biegi narciarskie – sztafeta otwarta Biegi narciarskie – sprint 1 kilometr – osoby niewidome Biegi narciarskie – bieg na 5 kilometrów – osoby niewidome Biathlon – bieg na 12,5 kilometra – osoby niewidome Biathlon – bieg pościgowy na 3 kilometry – osoby niewidome                                                                                                 |

## Medale mistrzostw świata
| 2011 Chanty-Mansyjsk (Rosja) | – | Biegi narciarskie – sprint 1,2 kilometra – osoby niewidome Biathlon – bieg pościgowy na 3,6 kilometra – osoby niewidome Biathlon – bieg na 7,5 kilometra – osoby niewidome Biegi narciarskie – bieg na 5 kilometrów – osoby niewidome Biegi narciarskie – bieg na 15 kilometrów – osoby niewidome |